# May-Britt Moser
May-Britt Moser, född Andreassen, 4 januari 1963 i Fosnavåg, är en norsk psykolog och professor i neurovetenskap. 2014 tilldelades hon Nobelpriset i fysiologi eller medicin tillsammans med sin make Edvard Moser "för deras upptäckter av celler som utgör ett positioneringssystem i hjärnan". De delade priset tillsammans med John O'Keefe.
May-Britt Moser har studerat psykologi vid universitetet i Oslo och doktorerade i neurofysiologi 1995. Tillsammans med Edvard Moser har hon byggt upp Mosermiljön och etablerat ett hjärnforskningslaboratorium vid Norges teknisk-naturvetenskapliga universitet (NNTU) i Trondheim, som hon och hennes make ledde. De var då docenter vid Psykologiska institutionen vid NNTU. May-Britt Moser utsågs år 2000 till professor i neurovetenskap och år 2013 till chef för universitetets Senter for nevrale nettverk, ett forskningsrådsfinansierat centrum för framstående forskning vid fakulteten för medicin och hälsovetenskap. År 2013 erhöll hon tillsammans med maken Fridtjof Nansens belønning for fremragende forskning. Hon är också avdelningschef vid Kavli-institutet för neurovetenskap.
May-Britt och Edvard I. Moser tillkännagav 2016 att de skulle skiljas, men ändå fortsätta sitt vetenskapliga samarbete.
2018 belönades May-Britt Moser med Storkors av Sankt Olavs orden för sin forskning.